# Quartier général du Conseil principal de libération nationale pour la Serbie
Le Quartier général du Conseil principal de libération nationale pour la Serbie (en serbe cyrillique : Зграда Главног НОО Србије ; en serbe latin : Zgrada Glavnog NOO Srbije) est situé à Užice, dans le sud-ouest de la Serbie. En 1941, au moment de la République d'Užice, ce quartier général abrita le Conseil principal de libération nationale pour la Serbie, un des principaux centres de commandement des Partisans communistes. Le site est inscrit sur la liste des monuments culturels d'importance exceptionnelle de la République de Serbie.

## Présentation
Au n°8 de la rue Vuka Karadžića se trouvait la maison de la famille Stefanović. En 1941, le Conseil principal de libération nationale pour la Serbie (en serbe : Glavni Narodnooslobodilački odbor za Srbiju) y fut installé ; ce conseil, qui représentait la plus haute autorité des unités de combat des Partisans communistes et l'autorité suprême du gouvernement national de Serbie, était présidé par le héros Dragojlo Dudić et avait comme secrétaire Petar Stambolić. Le Conseil resta dans la maison jusqu'au 22 novembre 1941, date à laquelle une explosion détruisit le toit. La maison, constituée d'un rez-de-chaussée et d'un étage, était entourée de barbelés et protégée par un bunker aujourd'hui détruit.
De nos jours, la maison abrite une école de musique. Une plaque commémorative a été apposée au rez-de-chaussée de l'édifice et, en 1985, un buste de Dragojlo Dudić a été placé devant la maison.